# Adriana (botânica)
Adriana é um género botânico pertencente à família Euphorbiaceae.
As plantas deste gênero são endêmicas na Austrália.

## Sinonímia
- Meialisa Raf.
- Trachycaryon Klotzsch

## Principais espécies
- Adriana glabrata  Gaudich.
- Adriana hookeri (F.Muell.) Mull.Arg.
- Adriana klotzschii (F.Muell.) Mull.Arg.
- Adriana quadripartita (Labill.) Mull.Arg.
- Adriana urticoides (A.Cunn.) Guymer
- Lista completa